# Фажак ла Реланк
Фажак ла Реланк (фр. Fajac-la-Relenque) насеље је и општина у јужној Француској у региону Лангдок-Русијон, у департману Од која припада префектури Каркасон.
По подацима из 2011. године у општини је живело 49 становника, а густина насељености је износила 13,96 становника/km². Општина се простире на површини од 3,51 km². Налази се на средњој надморској висини од 240 метара (максималној 332 m, а минималној 218 m).

## Демографија
| 1962. | 1968. | 1975. | 1982. | 1990. | 1999. | 2011. |
| ----- | ----- | ----- | ----- | ----- | ----- | ----- |
| 74    | 75    | 62    | 51    | 52    | 42    | 49    |

График промене броја становника у току последњих година